# 1996 PW

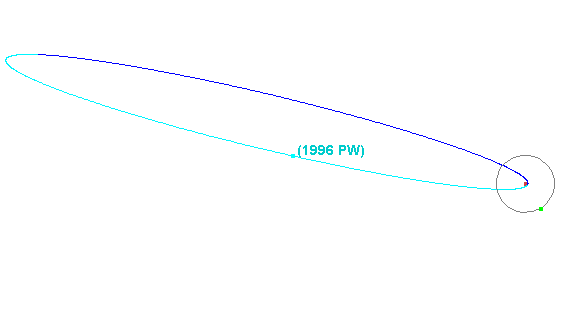
Quỹ đạo của 1996 PW

1996 PW là một sao chổi bên ngoài sao Hải Vương với quỹ đạo cực kỳ lập dị và damocloid trên quỹ đạo điển hình của sao chổi chu kỳ dài nhưng không có dấu hiệu hoạt động của sao chổi trong thời gian nó được phát hiện. Đối tượng bất thường này có kích cỡ xấp xỉ 10 kilômét (6,2 dặm) đường kính và có một chu kỳ quay quanh trục là 35,4 giờ và có khả năng có một hình dạng thuôn dài.

## Miêu tả
1996 PW quay quanh Mặt trời ở khoảng cách 2,5   AU cứ sau 4.033 năm một lần (trục bán chính là 253   AU). Quỹ đạo của nó có độ lệch tâm 0,99 và độ nghiêng 30 ° so với đường hoàng đạo.
Mô phỏng chỉ ra rằng nó rất có thể đến từ đám mây Oort, với xác suất gần như bằng nhau có thể là một sao chổi đã tuyệt chủng hoặc một thiên thể đá ban đầu được phân tán vào đám mây Oort. Phát hiện ra 1996 PW đã thúc đẩy nghiên cứu lý thuyết cho thấy rằng khoảng 1 đến 2 phần trăm các vật thể trên đám mây Oort là đá.
1996 PW được quan sát lần đầu tiên vào ngày 9 tháng 8 năm 1996 bởi camera tìm kiếm tự động gần Trái đất (NEAT) trên Đài thiên văn Haleakala, Hawaii. Nó là vật thể đầu tiên không phải là sao chổi hoạt động được phát hiện trên quỹ đạo điển hình của sao chổi chu kỳ dài.